# Massimo Grillandi

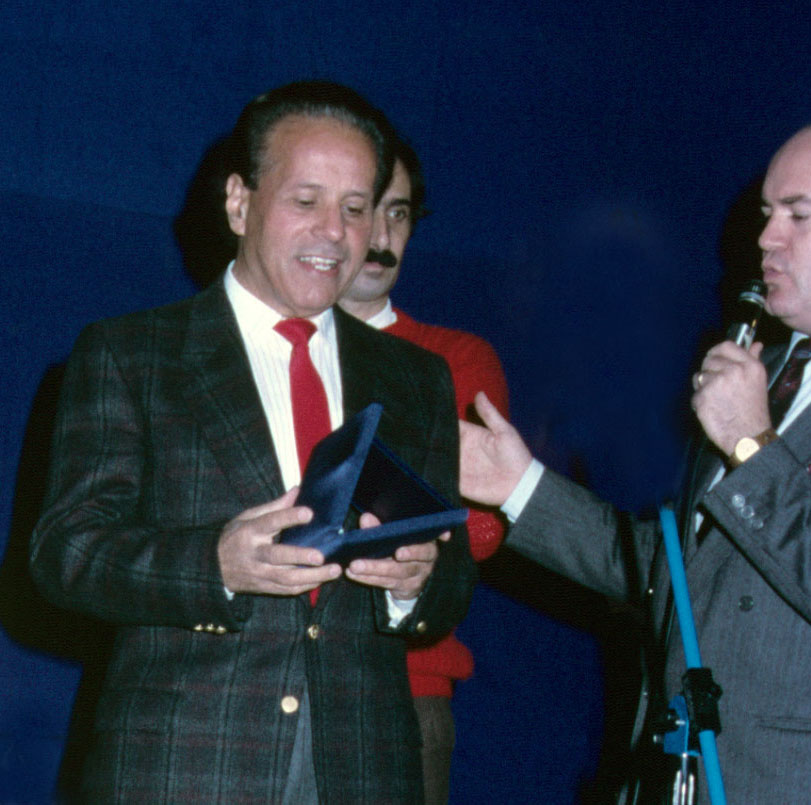
Massimo Grillandi

Massimo Grillandi (* 6. August 1921 in Forlì, Königreich Italien; † 3. Januar 1987 in Rom) war ein italienischer Autor, Journalist, Dichter und Literarischer Übersetzer des 20. Jahrhunderts.

## Leben
Grillandi war Römer mit Leidenschaft und widmete sich nach seiner Ausbildung der Geschichtsforschung. Seine Darstellungen verbanden mittels seiner wissenschaftlichen Kenntnisse Geschichte mit seiner Erzählkunst. Bekannt wurde er durch zahlreiche Biografien, von denen einige ins Deutsche übersetzt wurden.
Grillandi starb in Rom an einem Herzanfall am 3. Januar 1987.

## Preise und Auszeichnungen
- 1961: Premio LericiPea für seine Nacherzählungen von Gedichten des Franzosen Stéphane Mallarmé.
- 1966: Auswahlliste zusammen mit Italo Calvino für den Premio Strega für den Roman La casa die Faenza.
- 1976: Premio Leonilde Luigi Settembrini für die Erzählung La muraglia Alidosia.
- 1978: Premio Bancarella für die Biografie La contessa di Castiglione.
- 1981: Premio Il Fiore
- 1981: Premio San Gerolamo für seine literarischen Übersetzungen.

## Veröffentlichungen
Biografien
- Francesco Crispi. UTET, Turin 1969.
- Emilio Treves. UTET, Turin 1977.
- La contessa di Castiglione. Rusconi, Mailand 1978.
- Belli. Rizzoli, Mailand 1979.
- Le grandi revoluzioni.
  - deutsch von Stefanie Weiss: Die grossen Revolutionen. Tessloff, Hamburg 1980.
- Mata Hari. Rusconi, Mailand 1982.
- Lucrezia Borgia. Rusconi, Mailand 1984.
  - deutsch von Sylvia Höfer: Lukrezia Borgia. ECON-Verlag, Düsseldorf/Wien/New York 1994, ISBN 3-430-13456-0.
- Madame de Pompadour. Rusconi, Mailand 1986.
- deutsch von Dora Vrdolec und Renato Vecellio: Alexander der Grosse: Eine Biographie. Kaiser, Klagenfurt 1987, ISBN 3-7043-2128-1.
- deutsch von Hilde Linnert: Karl der Grosse: Eine Biographie. Kaiser, Klagenfurt 1987, ISBN 3-7043-2129-X.

Romane
- La comune speranza. Rebellato, Padua 1958.
- La casa di Faenza. Edizioni dell'Albero, Turin 1965, Neuauflage: Gremese, Rom 1967.
- Il campo da gioco. Mursia, Mailand 1975.
- Eleonora: Historienroman. Rusconi, Mailand 1983.

Erzählungen
- Allegra. Cirann, Rom 1963.
- La muraglia Alidosia. Edizione del Girasole, Ravenna 1976.

Poesie
- La terrena pietà. Canesi, Rom, 1961.
- Papà sei un capitalista. De Luca, Rom 1970, Neuauflage: Lacaita, Maduria 1972.
- Poesie per amore. Rusconi, Mailand 1986.

Literaturwissenschaft
- Majakovskij e i futuristi italiani. De Luca, Rom 1964.
- Invito alla lettura di Giorgio Bassani. Mursia, Mailand 1972.
- Invito alla lettura di Maria Bellonci. Mursia, Mailand 1983.